# Вестморленд, Кэти
Кэ́ти Вестмо́рленд (англ. Kathy Westmoreland; род. 10 августа 1945, Абилин (Техас)) — американская певица.

## Биография
Дочь певца (отец) и балерины (мать), переехала в Калифорнию в 1962. Родилась в Абилине, (Техас). Родные сёстры Кэти (певицы — Мелоди Уэстморленд и Кристи Вестмореланд. Брат — Брент Вестморлэнд (барабанщик/певец) переехавший в Калифорнию. Она объединилась с другом и одноклассником средней школы Гарден-Грова — Стивом Мартином в музыкальном акте комедии, сотрудничающем в Театре Птичьей клетки на Ферме Ягоды Нотта (Knott’s Berry Farm) и играющем в местных кофейнях.
Сопрано Вестморленд исполняла музыкальные комедии. Кэти участвовала в опере со Столичной Оперой Национальной Компании в возрасте восемнадцати лет. Возвращаясь в Калифорнию, она присоединилась к группе «Куликов», у которых в то время большой популярностью пользовался главный хит «Sandpipers». Она стала певицей сессий студии, появляющимся на многочисленных телевизионных показах, включая Тима Конвея и Бобби Дарина.
Кэти выступала со многими художниками, включая вокальные композиции. В 1970 Кэти стала работать главным вокалом для американского певца Элвиса Пресли. На обеих регистрациях и на стадии, где он представит её как «маленькая девочка с красивым высоким голосом.» Одним из известных её выступлений вместе с ним, является телевизионный концерт Aloha From Hawaii 1973 года. Она продолжала работать с Элвисом Пресли до его смерти (1977) и пела на его похоронной процессии.
В настоящее время Кэти выступает в ночных клубах в пределах места, где живёт. Снимается в художественных фильмах, даёт радиоинтервью. Её музыкальное творчество приветствуется во многих проектах, включая Дика Дэйла (Король Гитары Прибоя). Кэти родила дочь, которую назвала Линдсей (певец/балерина).
В 1987, она издала собственную книгу — «Элвис и Кэти», которая пересчитывает период, проведённый ею во время работы с Элвисом Пресли.